# Stand by Me (canção de Oasis)
"Stand By Me" é o décimo terceiro single da banda britânica Oasis e segundo do seu terceiro álbum, Be Here Now, de 1997. Além de ser a faixa 10 do disco 1 da coletânea Time Flies... 1994-2009, de 2010.
Está presente no CD ao vivo MTV Unplugged (Live at Hull City Hall) de Liam Gallagher.

## Paradas musicais

### Semanais
| Parada (1997)                                 | Melhor posição |
| --------------------------------------------- | -------------- |
| Austrália (ARIA)                              | 48             |
| Bélgica (Ultratip Bubbling Under de Flandres) | 10             |
| Europa (Eurochart Hot 100)                    | 7              |
| Finlândia (Suomen virallinen lista)           | 5              |
| Alemanha (Offizielle Deutsche Charts)         | 60             |
| Islândia (Íslenski Listinn Topp 40)           | 3              |
| Irlanda (IRMA)                                | 2              |
| Itália (Musica e dischi)                      | 13             |
| Países Baixos (Dutch Top 40)                  | 39             |
| Países Baixos (Single Top 100)                | 50             |
| Nova Zelândia (Recorded Music NZ)             | 31             |
| Noruega (VG-lista)                            | 6              |
| Polônia (LP3)                                 | 19             |
| Escócia (Scottish Singles Chart)              | 2              |
| Espanha (AFYVE)                               | 6              |
| Suécia (Sverigetopplistan)                    | 10             |
| Suíça (Schweizer Hitparade)                   | 34             |
| Reino Unido (UK Singles Chart)                | 2              |
| Reino Unido (OCC UK Indie)                    | 4              |
| País/Parada (2019)                            | Melhor posição |
| Portugal (AFP)                                | 2806           |

### Fim de Ano
| Parada (1997)                         | Posição fixada |
| ------------------------------------- | -------------- |
| Islândia (Íslenski Listinn Topp 40)   | 39             |
| Reino Unido (Official Charts Company) | 46             |